# Vera Pauw
Vera Pauw (pronunciación en neerlandés: /ˈveːraː pʌu/) (Ámsterdam, 18 de enero de 1963) es una exjugadora y entrenadora de fútbol holandés pionera en el fútbol femenino de su país. Actualmente dirige la selección femenina de fútbol de la República de Irlanda. Ha dirigido varios equipos nacionales de fútbol femenino, entre ellos Escocia, Holanda, Rusia y Sudáfrica.

## Trayectoria como futbolista
De niña jugaba al fútbol con sus dos hermanos en las calles. Cuando tenía 13 años, el SV Bredorodes fundó un equipo femenino al que se unió, y a los 18 años se mudó a VSV Vreeswijk para jugar en un nivel superior. Pronto llegó a la selección femenina de fútbol de Holanda y de 1983 a 1998 disputó 89 partidos internacionales, pero nunca se clasificó para la fase final de una Copa del Mundo o de una Eurocopa. Se convirtió en la primera holandesa en jugar profesionalmente fuera del país, cuando fichó por el Módena de la Serie A italiana en 1988. Después de dos años en Italia, regresó a Holanda y jugó para el Puck Deventer y SV Saestum.

### Goles internacionales
| Meta | Fecha               | Evento                                | Adversario        | Puntuación | Resultado | Competencia                                                |
| ---- | ------------------- | ------------------------------------- | ----------------- | ---------- | --------- | ---------------------------------------------------------- |
| 1.   | 19 de marzo de 1990 | Solitude, Belfast, Irlanda del Norte  | Irlanda del Norte | 3 –0       | 6–0       | Clasificación para la Eurocopa Femenina de la UEFA de 1991 |
| 2.   | 16 de marzo de 1995 | Estádio José Arcanjo, Olhão, Portugal | Suecia            | 1 –1       | 1–2       | Copa Algarve 1995                                          |

## Carrera como entrenadora
En septiembre de 1998, fue nombrada entrenadora y directora técnica de Escocia. En octubre de 2004 asumió un papel similar con los Países Bajos y llevó a su país de origen a la semifinal de la Eurocopa Femenina de la UEFA 2009. Fue despedida de forma controvertida en la primera mitad de 2010.
En abril de 2011, sucedió a Igor Shalimov como entrenadora de Rusia de manera interina. En septiembre de 2011 fue sustituida por Farid Benstiti. Posteriormente, fue nombrada directora técnica del equipo ruso.
En marzo de 2014, se convirtió en entrenadora de Sudáfrica, reemplazando a Josepha Mkhonza, quien se convirtió en seleccionadora de la selección nacional. Pauw explicó que anteriormente había tenido una gran participación en la configuración de Sudáfrica debido a la frecuencia de los amistosos con los holandeses mientras los dirigía.
Renunció como entrenadora en jefe de Sudáfrica después de llevar a la nación a los Juegos Olímpicos de 2016. El 27 de noviembre de 2017, Pauw fue contratada como nueva entrenadora del Houston Dash. El 20 de septiembre de 2018, llegó a la National Women's Soccer League de Estados Unidos.
El 4 de septiembre de 2019, fue nombrada entrenadora de la selección femenina de Irlanda. A pesar del estrecho fracaso de Irlanda para lograr una posición de play-off del Grupo I de clasificación para la Eurocopa Femenina de la UEFA 2022, Pauw acordó una extensión de contrato de dos años en febrero de 2021.

## Denuncia de violación
En julio de 2022, Pauw denunció que durante su etapa de jugadora en los Países Bajos fue violada por un "destacado responsable" de la Real Asociación Neerlandesa de Fútbol y que sufrió agresiones sexuales por otros dos hombres que también "trabajaban en el fútbol holandés en el momento de los incidentes". "Solo aquellos en los que confío saben del abuso sexual sistemático, el abuso de poder, el acoso, la intimidación, el aislamiento y la incriminación a los que estuve expuesta en el fútbol holandés como jugadora y seleccionadora nacional”, señala su nota, recalcando que durante más de una década intentó que las autoridades de su país prestasen atención a lo ocurrido, sin que sirviera de nada. "Algunos preferían mantener mi violación y las agresiones sexuales en secreto antes que ofrecerme el apoyo que necesitaba", añadió.
El exentrenador Piet Buter declaró que asumió que él era el sujeto de su acusación, por lo que negó haber tenido relaciones no consentidas con ella, reconociendo solo haber tenido una aventura. La KNVB (asociación holandesa de fútbol) declaró que había sido negligente con las quejas de Pauw y lamentaba que no hubiera tenido un entorno de trabajo seguro.

## Vida personal
Está casada con el exentrenador de la selección nacional, Bert van Lingen.